# Wouter Van Mechelen
Pour les articles homonymes, voir Van Mechelen.
Wouter Van Mechelen, né le 8 avril 1981 à Anvers, est un coureur cycliste belge, professionnel de 2003 à 2010. Il dispute des courses sur route et sur piste.

## Biographie
Son frère aîné Joris a également été coureur cycliste chez les amateurs.

## Palmarès sur route

### Par années
- 1997
  - 2e du championnat de Belgique sur route débutants
  - 2e du championnat de Belgique du contre-la-montre débutants
- 1998
  - Trophée des Flandres
- 1999
  - Keizer der Juniores
  - Sint-Martinusprijs Kontich
  - 3e du championnat de Belgique du contre-la-montre juniors
- 2001
  - Coupe Marcel Indekeu
  - 1re et 2e étapes du Tour de la province d'Anvers
  - 3e de l'Internatie Reningelst
- 2002
  - 5e étape du Tour du Loir-et-Cher
  - Grand Prix de la ville de Geel
  - 3e étape du Tour du Brabant flamand
  - 4e étape du Tour de la province d'Anvers
  - 2e d'À travers le Hageland
  - 3e du Tour de la province d'Anvers
- 2003
  - 8e étape du Circuit des mines
- 2004
  - 9e étape du Circuit des mines
  - 3e étape du Tour de la Somme
  - 2e de l'Omloop der Kempen
  - 3e du Grand Prix Jef Scherens
- 2005
  - 2e du Grand Prix Beeckman-De Caluwé
  - 3e de la Vlaamse Havenpijl
- 2008
  - 3e du Circuit des bords flamands de l'Escaut

### Classements mondiaux
| Année           | 2005 | 2006 | 2007  | 2008 |
| --------------- | ---- | ---- | ----- | ---- |
| UCI Asia Tour   | 182e |      |       |      |
| UCI Europe Tour | 224e | 221e | 1272e | 287e |

## Palmarès sur piste

### Coupe du monde
- 2004-2005
  - 2e de l'américaine à Manchester

### Championnats d'Europe
- Büttgen 2002
  -  Médaillé de bronze de l'américaine espoirs

### Championnats nationaux
| - 1996 - 2e du championnat de Belgique de vitesse débutants - 3e du championnat de Belgique de course aux points débutants - 1997 - Champion de Belgique de poursuite débutants - Champion de Belgique de vitesse débutants - Champion de Belgique de course aux points débutants - Champion de Belgique de l'omnium débutants - Champion de Belgique du 500m débutants - 1998 - Champion de Belgique de l'américaine juniors - Champion de Belgique de l'omnium juniors - 1999 - Champion de Belgique de poursuite juniors - Champion de Belgique de course aux points juniors - 2e du championnat de Belgique du kilomètre juniors - 2e du championnat de Belgique de vitesse juniors - 3e du championnat de Belgique de l'omnium juniors | - 2000 - Champion de Belgique de l'omnium - 2e du championnat de Belgique de poursuite - 2003 - Champion de Belgique de l'américaine (avec Steven De Neef) - Champion de Belgique de l'omnium - 2e du championnat de Belgique de course aux points - 3e du championnat de Belgique de poursuite |